# Plancktemperatur
Plancktemperatur, betecknat {\displaystyle T_{\text{P}}}, är en enhet för temperatur och en av de grundläggande Planckenheterna, ett måttenhetssystem som bygger på naturliga enheter. Plancktemperatur definieras som:
{\displaystyle T_{\text{P}}={\frac {m_{\text{P}}c^{2}}{k_{\text{B}}}}={\sqrt {\frac {\hbar c^{5}}{Gk_{\text{B}}^{2}}}}}
där {\displaystyle G} är gravitationskonstanten, {\displaystyle \hbar } Diracs konstant, {\displaystyle c} ljusets hastighet i vakuum och kB Boltzmanns konstant.
Dess värde är 1,416 784(16) × 1032 K.